# European Journal of Organic Chemistry
European Journal of Organic Chemistry, скорочено Eur. J. Org. Chem. (укр. Європейський журнал органічної хімії) – рецензований науковий журнал, який видає Wiley-VCH від імені Chemistry Europe з 1998 року. Журнал висвітлює теми з галузі органічної хімії, біохімії та фізико-органічної хімії. Журнал виходить 36 випусків на рік (три на місяць).
У 1998 році наступні європейські хімічні журнали були об'єднані в European Journal of Organic Chemistry та European Journal of Inorganic Chemistry:
- Liebigs Annalen  згодом Liebigs Annalen – Recueil
- Recueil des Travaux Chimiques des Pays-Bas згодом Liebigs Annalen – Recueil
- Chemische Berichte
- Bulletin des Sociétés Chimiques Belges
- Bulletin de la Société Chimique de France
- Gazzetta Chimica Italiana
- Anales de Química
- Chimika Chronika
- Revista Portuguesa de Química
- ACH-Models in Chemistry
- Acta Chimica Hungarica, Models in Chemistry

Імпакт-фактор у 2019 році становив 2,889.  Згідно зі статистичними даними ISI Web of Knowledge, журнал посідає 19 місце з 57 журналів в категорії органічна хімія з цим імпакт-фактором.